# Guy Béart
Pour les articles homonymes, voir Béart.
Guy Isidore Béart, né Béhar-Hasson le 16 juillet 1930 au Caire et mort le 16 septembre 2015 à Garches (Hauts-de-Seine), est un auteur-compositeur-interprète français, également auteur, producteur et présentateur-animateur d'émissions télévisées.
Il est le père de l’actrice Emmanuelle Béart.

## Biographie

### Enfance et formation
Fils de David Béhar-Hasson, expert-comptable, catholique, et d'Amélia Taral, juive, Guy Béart grandit dans différentes villes d'Europe et du Mexique — le travail de son père, comptable participant à la création d'entreprises, nécessitant des déplacements fréquents —, puis au Liban, où il fait ses études secondaires, entre dix et dix-sept ans, âge auquel il obtient son baccalauréat en mathématiques élémentaires au Collège international de Beyrouth, avant de partir pour Paris.
Inscrit à l'École nationale de musique de Paris, il s'y initie à plusieurs instruments (comme le violon ou la mandoline). Il suit parallèlement les cours du lycée Henri-IV en classes préparatoires, maths sup et maths spé. Il est ensuite reçu à l'École nationale des ponts et chaussées, d'où il sort en 1952 avec un diplôme d'ingénieur et débute au bureau d'études de l'entreprise Sainrapt et Brice, et dirige notamment la construction d'un pont à Maxéville (près de Nancy) pour l'accès aux carrières Solvay.

### Carrière artistique

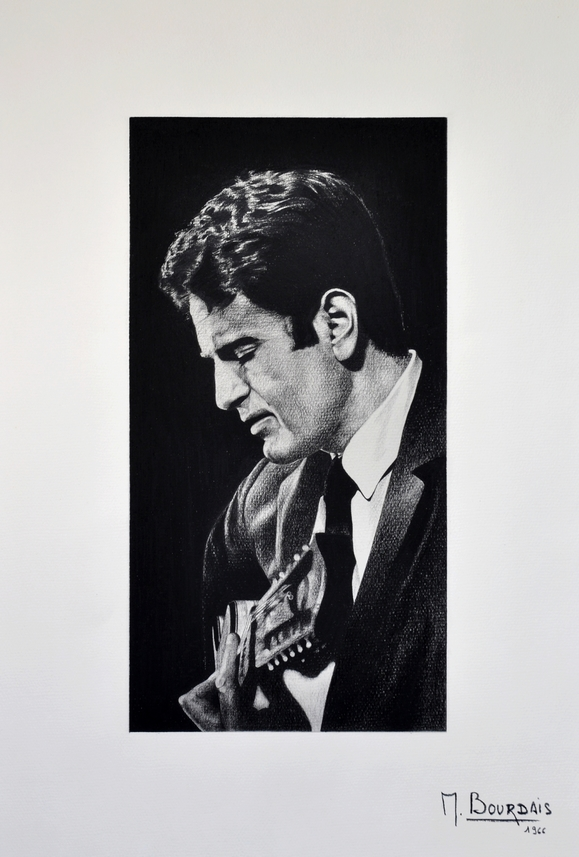
Portrait dessiné de Guy Béart réalisé en juillet 1966 par Michel Bourdais lors des enregistrements des émissions télévisées Bienvenue chez Guy Béart.

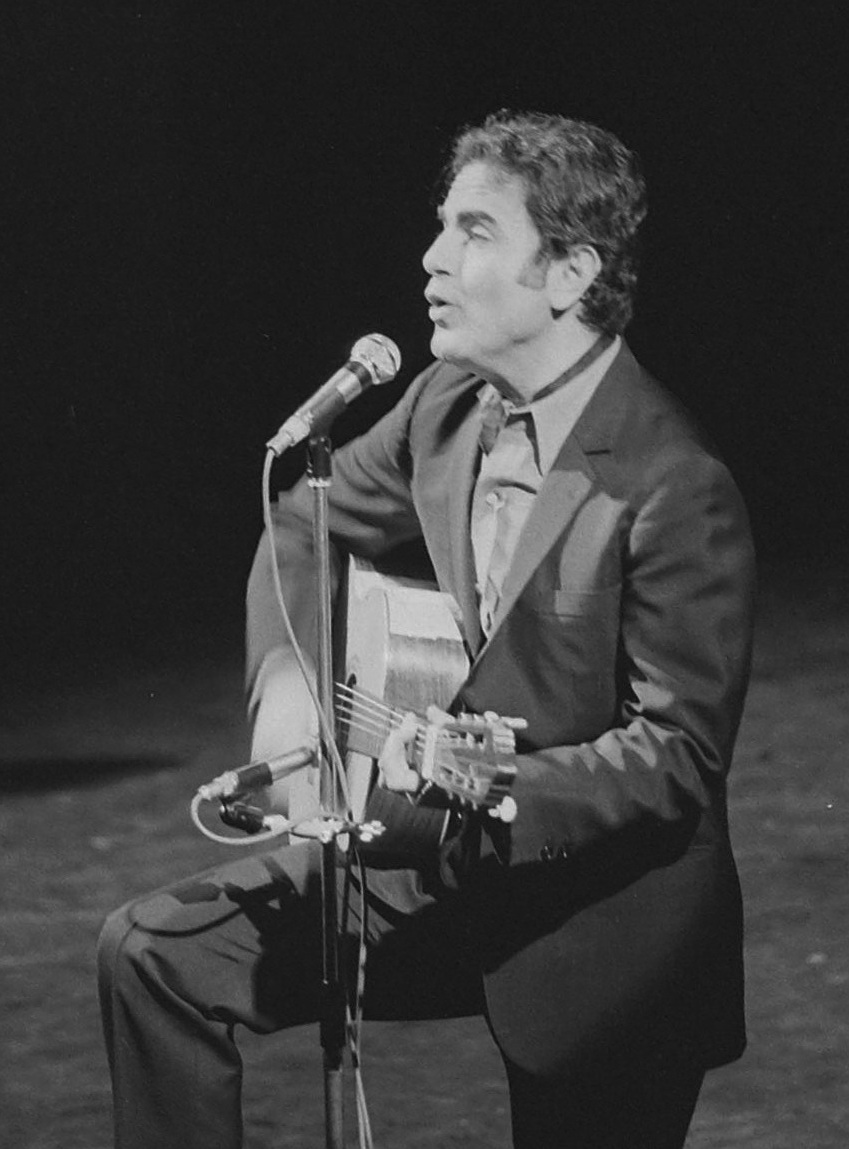
Guy Béart lors de l'enregistrement d'une émission de France Inter en 1972.

Guy Béart se lance dans la chanson à partir de 1954, dans les cabarets parisiens de la Rive gauche, notamment La Colombe de Michel Valette ou Les Trois Baudets de Jacques Canetti, qui le fait signer sur son label de musique Philips en 1957. Il y chante Bal chez Temporel, dont les paroles adaptent le poème Le Tremblay d'André Hardellet.
Ce premier succès, qui lui apporte dès 1958 le Grand Prix du disque de l'Académie Charles-Cros, sera suivi de nombreux autres, comme L'Eau vive et Qu'on est bien (1958), Les Grands Principes (1965), Le Grand Chambardement (1967), La Vérité (1967), devenus des classiques. Il enregistre ensuite deux albums de chansons françaises traditionnelles, dont Vive la rose. Il écrit pour de nombreux artistes (Patachou, Zizi Jeanmaire, Juliette Gréco, qui chante Chandernagor et Il n'y a plus d'après).
Devenu producteur et animateur sur la première chaîne de l'ORTF, dans son émission de talk show Bienvenue chez Guy Béart, il reçoit à partir de 1966 nombre d'artistes et de personnalités, dont Duke Ellington ou Simon et Garfunkel.
Un cancer l'éloigne de la scène pendant plusieurs années, mais il revient en 1986, avec un titre plein d’espoir, Demain je recommence. La même année, il participe à l'émission Apostrophes où il s'accroche avec Serge Gainsbourg sur la question de la chanson comme art majeur ou art mineur dans une altercation demeurée célèbre.
L'année suivante, il publie chez Robert Laffont L'Espérance folle, livre dans lequel il évoque sa maladie. Il reçoit le prix Balzac.
En pleine guerre du Liban, en juin 1989, il retourne à Beyrouth sur les lieux de son enfance où il découvre, très affecté, un champ de ruines. Il y chante la chanson Liban libre qu'il a écrite et composée spécialement, et participe à une manifestation organisée en France en faveur de la paix.
En 1994, il est distingué par l'Académie française, qui lui décerne la grande médaille de la chanson française (médaille de vermeil) pour l'ensemble de ses chansons.
En août 1998, il est membre du comité d'honneur du Congrès mondial d'espéranto de Montpellier, Guy Béart étant sympathisant de l'espéranto,.
Jusqu'en 1999, date à laquelle il revient sur la scène de Bobino, il donne des concerts, enregistrés et édités dans un album double simplement intitulé En public.
En 2010, après quinze années loin des studios, il enregistre le disque Le Meilleur des choses, faisant référence à ses dernières « années de vaches maigres » pendant lesquelles il a dû vendre un appartement et de nombreux meubles. Appuyé par une importante promotion qui le voit notamment passer dans l'émission On n'est pas couché de Laurent Ruquier ou au journal de 13 heures de France 2, l'album se classe, à son meilleur, à la 60e place du Top Albums et y reste dix semaines, de fin septembre à fin décembre 2010. Sa maison de disques en profite également pour sortir, au même moment, une anthologie comprenant ses meilleurs titres en trois CD.
Le 17 janvier 2015, Guy Béart donne le dernier concert de sa carrière à l'Olympia, avec seulement trois musiciens à ses côtés dont Roland Romanelli. Le spectacle dure quatre heures, ponctué d'anecdotes entre deux chansons. Plusieurs invités montent sur scène, dont Julien Clerc – qui interprète la chanson Vous – et la fille de Guy Béart, Emmanuelle Béart.

### Controverse
En mars 2011, Guy Béart est appelé comme témoin dans l'affaire Delassein-Perret. La journaliste Sophie Delassein avait accusé dans un article du Nouvel Observateur le chanteur Pierre Perret d'avoir inventé son amitié avec Paul Léautaud. Guy Béart affirme que : 

« L'adorable, le gentil Perret, tout le monde lui a foutu la paix pendant des années, lui et ses rodomontades. Même lorsqu'il s'attribuait l'étiquette de « Pierrot la tendresse » en la chapardant ailleurs. Jusqu'à ce jour de 2008 où il a publié un livre, A cappella, dans lequel il a dit un peu de mal de tout le monde, de moi compris. Et aussi de Brassens. Perret n'a jamais cessé de mentir sur sa prétendue gentillesse. Et il a fini par se dévoiler. J'ai moi-même téléphoné à Jérôme Garcin à L'Observateur, qui, comme d'autres, se posait depuis longtemps des questions sur la prétendue relation entre Pierre Perret et Paul Léautaud. C'est ainsi que l'enquête de Sophie Delassein a démarré. »

Le procès en diffamation met en lumière Guy Béart en tant qu'initiateur de l'affaire et donne raison à  Pierre Perret le 13 mai 2011,.

### Vie privée
Guy Béart épouse à Neuilly-sur-Seine le 7 mars 1959 Cécile de Bonnefoy du Charmel, issue de la noblesse d'Empire, fille d'Aymar de Bonnefoy, sixième baron du Charmel, et de Paula Faraut. Le 10 juillet de la même année naît leur fille, Ève, future créatrice de bijoux. Ils divorcent en juillet 1960.
Il entame une relation avec l'actrice et ex-mannequin Geneviève Galéa ; leur fille, la future actrice Emmanuelle Béart, naît le 14 août 1963, à Gassin (Var).

### Mort et obsèques

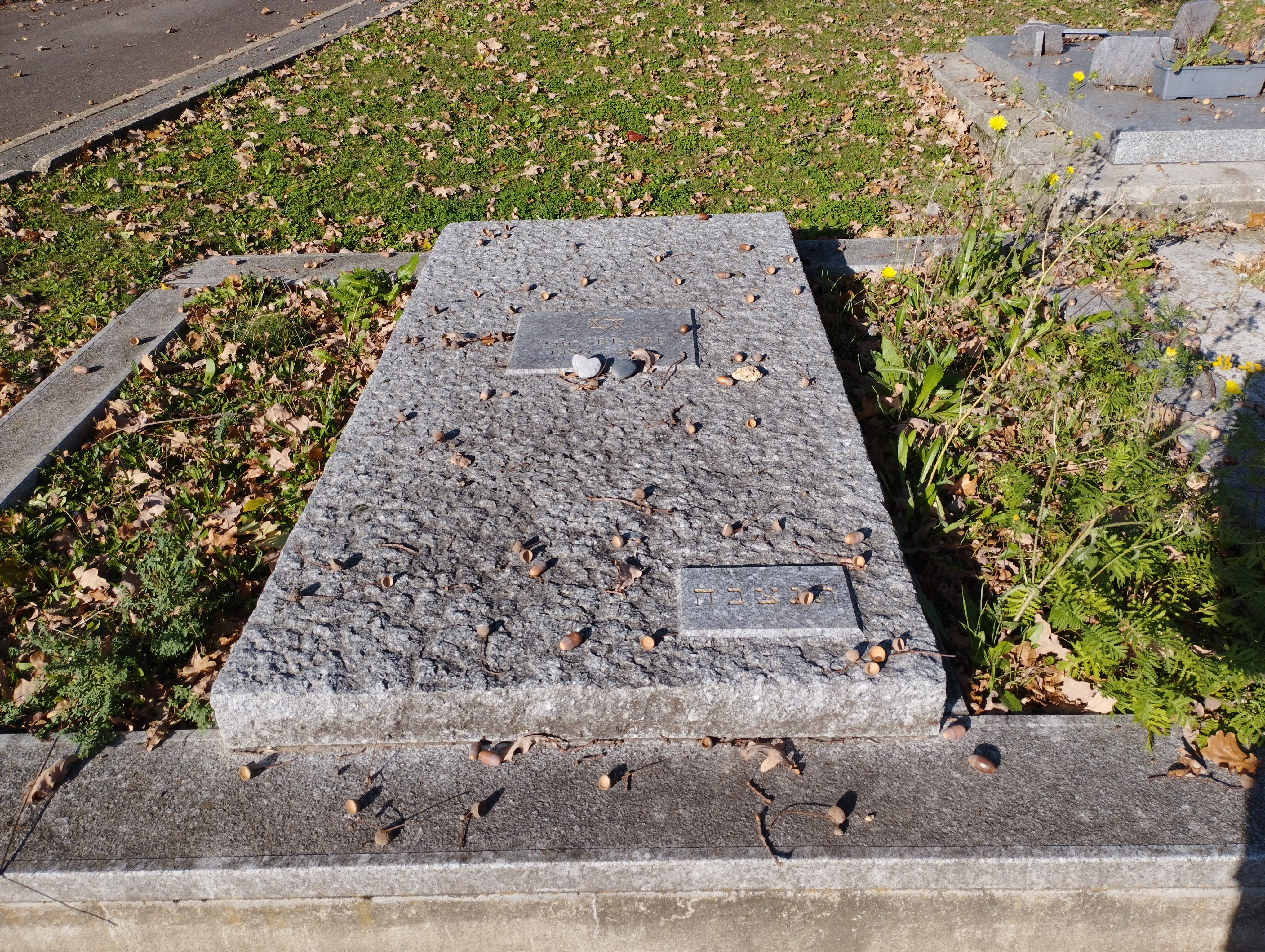
Tombe de Guy Béart au cimetière de Garches.

Victime d'une crise cardiaque, Guy Béart fait une chute dans la rue le 16 septembre 2015, à Garches (Hauts-de-Seine), à l'âge de 85 ans. Il ne peut être ranimé.
Il est inhumé au cimetière communal de Garches, le 21 septembre dans l'intimité familiale, en présence de certaines personnalités dont son ami Hugues Aufray, accompagné par Alain Souchon, Laurent Voulzy, Patrick Bruel, Daniel Auteuil et Laurent Gerra.

## Discographie

### Albums studio
- 1957 : Guy Béart (1 ou Qu'on est bien)
- 1958 : Volume 2 (ou L'Eau vive)
- 1960 : Volume 3 (ou Printemps sans amour)
- 1963 : Volume 4 (ou Fille d'aujourd'hui)
- 1965 : Qui suis-je ? (ou Les grands principes)
- 1966 : Vive la rose - Les très vieilles chansons de France
- 1968 : La Vérité
- 1968 : V'là l'joli vent - Les nouvelles très vieilles chansons de France
- 1969 : La Fenêtre
- 1971 : L'Espérance folle
- 1972 : Поет Ги Беар (URSS)
- 1973 : Couleurs du temps
- 1975 : Il fait beau à Paris (compilation avec inédits)
- 1976 : Chansons de notre temps et d'espérance
- 1977 : Futur- Fiction- Fantastique (compilation avec inédits)
- 1978 : Les Nouvelles Chansons
- 1981 : Le beau miroir
- 1982 : Porte-bonheur - Les chansons gaies des belles années
- 1986 : Demain je recommence
- 1995 : Il est temps
- 2010 : Le Meilleur des choses

### Albums en public
- 1974 : À l'université (double 33 T)
- 1977 : À la Comédie des Champs-Élysées (triple 33 T)
- 1999 : En public (double CD)

### Compilations
- 1973 : Chansons d'avant-hier et d'après-demain
- 2010 : Best of (triple CD)
- 2020 : Les couleurs du temps - L'intégrale des chansons de Guy Béart

### Albums hommage
- 2020 : De Béart à Béart(s) (20 titres repris par différents artistes tels que Brigitte, Emmanuelle Béart, Laurent Voulzy, Vianney, Thomas Dutronc, Catherine Ringer, Raphaël, Julien Clerc, etc.

## Liste des chansons
- À Amsterdam (1976)
- À côté (1971)
- À la claire fontaine (1968)
- L'Agent double (1958)
- Ah ! quelle journée (1974)
- Allô… tu m'entends (1965)
- Alphabet (1963)
- L'Alouette (1978)
- L'Amour de moy (1966)
- Amour passant (2010)
- Les Amours tranquilles (2010)
- Anachroniques (1967)
- L'Âne (1958)
- Années-lumière (1967)
- Assez (1978)
- Au bout du chemin (1962)
- L'Autoroute en bois (1973)
- Aux marches du palais (1966)
- Bagatelle-Puteaux (1975)
- Bal chez Temporel (1958)
- Battez-les (1960)
- La Baya (1982)
- Le Beau Miroir (1981)
- La Belle au jardin (1968)
- Belle harmonie (1976)
- Bête à rêver (1971)
- Le Bienfait perdu (1986)
- Blanche biche (1968)
- La Bohème (1968)
- La Bombe à neu-neu (1978)
- Le Bon Zeus (1986)
- Bonne année bonne chance (avec Dominique Dimey, 1980)
- Les Bras d'Antoine (1962)
- La Brave Fille (1974)
- Brave marin (1966)
- La Bureaucrate (1978)
- C'est après que ça se passe (1973)
- Ça n'va guère (1968)
- Ça pourra s'arranger (2010)
- Ça qu'est bien (2010)
- Caroline (1982)
- Carthagène (1964)
- Ce n'est pas parce que (1969)
- Cercueil à roulettes (1965)
- Ceux qui s'aiment (1972)
- La Chabraque (1960, paroles de Marcel Aymé)
- Chahut-bahut (1969)
- La Chaloupe à l'eau (1966)
- Chandernagor (1958)
- Chanson pour ma vieille (1958)
- Le Chapeau (1958)
- Cinéma (1963)
- Le Cœur en miettes (1973)
- Les Collines d'acier (1968)
- Combien je t'aime (1981)
- Comme les autres font (1968)
- Le Conscrit du Languedoc (1966)
- Contrebandier du ciel
- Couleurs (1968)
- Les Couleurs du temps (1973)
- Da roghi
- La Dame au p'tit chien (1965)
- La Danse du temps (1978)
- Dans les journaux (1963)
- Dans regrettable (1958)
- De la lune qui se souvient ? (1965)
- Demain je recommence (1986)
- Disparaît (1995)
- Dominique (1986)
- Douce (1963)
- L'Eau vive (1958)
- Les Éléphants (1958)
- Émile s'en fout (1986)
- En baignoire (1960)
- En marchant (1969)
- En marge (1971)
- En revenant de la revue (1982 ; reprise de Delormel & Garnier/Desormes, 1886, création Paulus)
- Encore un été (1963)
- Les Enfants de bourgeois (1976)
- Les Enfants sages (1960)
- Les Enfants sur la Lune (1968)
- Entre chien et loup (1969)
- Entre-temps ramait d'Aboville (1992)
- Escalier B (1969)
- L'Espérance folle (1971)
- Et moi je m'enfoui-foui (1966)
- Et puisqu'en tout cas on est malheureux (1965)
- Étoiles, garde-à-vous (1968)
- La Fenêtre (1969)
- Feuille vole (1965)
- La Fille aux yeux mauves (1971)
- Fille d'aujourd'hui (1963)
- Le Fils du renard (1968)
- Flani-flânons (1971)
- Fleur d'épines (1968)
- Les Fleurs de mon jardin (1971)
- Frantz (avec Marie Laforêt, 1964)
- La Gambille (1975)
- Gentils vieillards (1973)
- Le Grand Chambardement (1968)
- Les Grands Principes (1965)
- Grenades grenades (1960)
- Grenouille de l'étang (1960)
- La Grève du rêve (1981)
- Le Groupe (1971)
- Havane (1975)
- L'Histoire sans histoire (1973)
- Hôtel Dieu (1968)
- Idéologie (1978)
- Il est temps (1995)
- Il fait beau à Paris (1975)
- Il fait toujours beau quelque part (1967)
- Il faut avoir été (2010)
- Il n'y a plus d'après (1960)
- Il ne faut pas beaucoup (1995)
- Il y a plus d'un an (1958)
- Il y a si longtemps que je rôde (1965)
- L'Île aux jaloux (1995)
- L'Insouciance des jours (1965)
- J'ai mis (1969)
- J'ai retrouvé le pont du nord (1969)
- J'erre, j'erre (1976)
- Le Jardin d'Elvire (1960, paroles de Marcel Aymé)
- Je connais une blonde (1982)
- Je me suis engagé (1968)
- Je ne sais jamais dire non (1962)
- Je vais au Burkina Faso (2010)
- Julie (1976)
- L'avenir c'était plus beau hier (1977)
- La guerre va chanter (1986)
- La Lune est verte (1969)
- La vie va (1976)
- Laine la blanche (1995)
- Laisse parler le silence (1980)
- Laura (1958)
- Le matin, je m'éveille en chantant (une des chansons de la bande originale du film Pierrot la tendresse de 1960)
- Le miracle vient de partout (1976)
- Le roi a fait battre tambour (1966)
- Les temps sont doux (1973)
- Liban libre libre Liban (1989)
- Lo Papel (1973)
- Lune ma banlieue (1971)
- Ma mère je le veux (1968)
- La Maison tranquille (1971)
- Magazines (1963)
- Mandrin (1968)
- Le Mariage (1961)
- La Matchiche (1982)
- Le Meilleur des choses (2010)
- La Même Éthique (1976)
- Le Messie (1976)
- Moitié toi moitié moi (1958)
- Mon amour mon amour (1981)
- Mon Paris (1982)
- Le Monsieur et le Jeune Homme (1963)
- Les Mots (1986)
- Mou doux flou (1981)
- Mourir en vacances (1978)
- Le Mur de ma vie privée (1995)
- Ne tirez pas le diable (1960, paroles de Marcel Aymé)
- L'Obélisque (1958)
- Ô Jéhovah (1986)
- On ne manque de rien (1971)
- Où sont maintenant ? (1986)
- Où vais-je ? (1978)
- L'Oxygène (1958)
- Paix à la guerre (2010)
- Les Parapluies (1981)
- Paris au mois d'août (1970)
- Parlez-moi d'moi (avec Jeanne Moreau, 1980)
- Parodie (1973)
- Les Pas réunis (1960)
- Le Petit Veuf (1973)
- Pierrot la tendresse (une des chansons de la bande originale du film Pierrot la tendresse de 1960)
- Pique sur tes ficelles (2010)
- Pleure Paule pleure (1981)
- Plus jamais (1962)
- Le Pont de Nantes (1966)
- Porte-bonheur (1982)
- Poste restante (1958)
- Les Pouvoirs (1981)
- Les Prénoms jolis (1995)
- Le Prince fainéant (1967, paroles de Victor Hugo)
- Printemps sans amour (une des chansons de la bande originale du film Pierrot la tendresse de 1960)
- Les Proverbes d'aujourd'hui (1973)
- Qu'il est dur d'aimer (1995)
- Qu'on est bien (1958)
- Quand au temple (1966)
- Quand les lilas refleuriront (1982)
- Quand on aime, on a toujours raison (1969)
- Quand un homme (1962, duo avec Christiane Canavese)
- Que diable (1978)
- Que j'aime (1971)
- Qui est con ? (1995)
- Qui suis-je ? (1965)
- Le Quidam (1958)
- Le Rendez-vous (1964)
- Retrouver l'aventure (1995)
- Rotatives (1968)
- Sac à malices (1960, duo avec Christiane Canavese))
- Saute au paf (1975)
- Seigneurs du vent (1995)
- Seine, va (1964)
- Sérénade à madame (1958)
- Ses meilleurs amis (1986)
- Le Sesque (1973)
- Si je t'ai jetée (2010)
- Si la France (1981)
- Le Sort des matelots (1966)
- Les Souliers (1965)
- Stances à Cassandre
- Suez (1963)
- Tant de sueur humaine (1967)
- La Télé (1965)
- Télé Attila (2010)
- Téléphonez-moi quand même (2010)
- Les Temps étranges (1963)
- Le Terrien (1958)
- Tiens tiens (1971)
- Totole (1970)
- La Tour de Babel (1992)
- Tourbillonnaire (1976)
- Tout comme avant (1968)
- Tout finit à St-Tropez (1965)
- Le Train pour avant-hier (1969)
- Les Tristes noces (1966)
- Le Trou dans le seau (avec Dominique Grange, 1965)
- Trouilletulaire (1981)
- Un enfant écrit (1964)
- Une autre que toi (1978)
- V'la l'joli vent (1968)
- La Valse brune (1982)
- La Vénus mathématique (1969)
- La Vérité (1967)
- La Vie conjugale (avec Christiane Canavese, 1964)
- Vieille misère (1978)
- Viens poupoule (1982)
- Vive la rose (1966)
- Vous (1958)
- Le Voyageur de rayons (1968)
- Y a pas papa (1995)

## Décorations
- Chevalier de la Légion d’honneur en 1985[23],[24]
- Officier de l’ordre national du Mérite en 1989[23],[24]
- [Quand ?] Commandeur des Arts et des Lettres[24]

## Publications
- L'Espérance folle, Robert Laffont, 1987  (ISBN 2-221-04866-0).
- L'Eau vive, livre-CD, illustrations d'Alexandra Petracchi, chanté par Guy Béart, Casterman coll. « Tralalère », 2012  (ISBN 2-203-04823-9).
- Le Grand Chambardement (intégrale des textes des chansons et des poèmes), préface de Charles Aznavour, prologue d'Emmanuelle Béart, préambule d'Agathe Fallet, série d'avant-propos par Anne-Marie B., Ève Béart, Jean-Claude Carrière, Edouard Ficat, Francis Cabrel, François Morel. Éditions Le Cherche midi, 2013  (ISBN 978-2-7491-3137-5).